# 比弗丹鎮區 (北卡羅萊納州切羅基縣)
比弗丹鎮區（英語：Beavertown Township）是位於美國北卡羅萊納州切羅基縣的一個鎮區。

## 地方資料
比弗丹鎮區的面積為233.87平方千米，皆為陸地。根據2020年美國人口普查的數據，當地共有人口766人，而人口密度為每平方千米3.28人。